# Homalotylus terminalis
Homalotylus terminalis är en stekelart som först beskrevs av Thomas Say 1829.  Homalotylus terminalis ingår i släktet Homalotylus och familjen sköldlussteklar. Inga underarter finns listade i Catalogue of Life.